# Liste des présidents de la RATP
Pour un article plus général, voir Régie autonome des transports parisiens.
Le président de la RATP est le président du conseil d'administration puis, à partir de 1989, le président-directeur général de la Régie autonome des transports parisiens (RATP). Cet article les recense par ordre chronologique, depuis la création en 1948 de cet établissement public à caractère industriel et commercial (ÉPIC).
| Décret de nomination | Décret de nomination | Nom                                  | Photo |
| -------------------- | -------------------- | ------------------------------------ | ----- |
| 27 décembre 1948     | [ 1 ]                | Georges Ricroch                      |       |
| 5 janvier 1951       | [ 2 ]                | Georges Ricroch                      |       |
| 31 décembre 1952     | [ 3 ]                | Georges Ricroch                      |       |
| 18 janvier 1955      | [ 4 ]                | Georges Ricroch                      |       |
| 23 janvier 1957      | [ 5 ]                | Georges Ricroch                      |       |
| 23 septembre 1959    | [ 6 ]                | Pierre Massenet                      |       |
| 14 mars 1964         | [ 7 ]                | Roger Belin                          |       |
| 8 février 1973       | [ 8 ]                | Roger Belin                          |       |
| 7 février 1979       | [ 9 ]                | Roger Belin                          |       |
| 7 août 1981          | [ 10 ]               | Claude Quin                          |       |
| 25 juin 1984         | [ 11 ]               | Claude Quin                          |       |
| 19 juin 1986         | [ 12 ]               | Paul Reverdy                         |       |
| 22 février 1989      | [ 13 ]               | Christian Blanc                      |       |
| 29 juin 1989         | [ 14 ]               | Christian Blanc                      |       |
| 1er juillet 1992     | [ 15 ]               | Christian Blanc                      |       |
| 11 décembre 1992     | [ 16 ]               | Francis Lorentz                      |       |
| 21 juin 1994         | [ 17 ]               | Jean-Paul Bailly                     |       |
| 24 juin 1999         | [ 18 ]               | Jean-Paul Bailly                     |       |
| 25 septembre 2002    | [ 19 ]               | Anne-Marie Idrac                     |       |
| 26 juillet 2004      | [ 20 ]               | Anne-Marie Idrac                     |       |
| 12 juillet 2006      | [ 21 ]               | Pierre Mongin                        |       |
| 29 juillet 2009      | [ 22 ]               | Pierre Mongin                        |       |
| 23 juillet 2014      | [ 23 ]               | Pierre Mongin                        |       |
| 21 mai 2015          | [ 24 ]               | Élisabeth Borne                      |       |
| 2 août 2017          | [ 25 ]               | Catherine Guillouard                 |       |
| 24 juillet 2019      | [ 26 ]               | Catherine Guillouard                 |       |
| 26 septembre 2022    | [ 27 ]               | Pierre-Alain Roche (d) (par intérim) |       |
| 23 novembre 2022     | ,                    | Jean Castex                          |       |